# Hinrich Ahrens
Hinrich Ahrens (Eickedorf, 15 de março de 1921 — Grasberg, 31 de dezembro de 2009) foi um oficial alemão que serviu na Heer durante a Segunda Guerra Mundial. Foi condecorado com a Cruz de Cavaleiro da Cruz de Ferro.

## Carreira militar

### Patentes
- Unteroffizier
- Feldwebel

### Condecorações
- Distintivo da infantaria de assalto em Prata (7 de novembro de 1941)
- Cruz de Ferro (1939)
  - 2ª classe (10 de agosto de 1942)
  - 1ª classe (29 de novembro de 1942)
- Distintivo de Ferido
  - em Preto (24 de março de 1942)
  - em Prata (2 de agosto de 1942)
  - em Ouro (23 de agosto de 1943)
- Insígnia de Combate Corpo a Corpo em Bronze (10 de agosto de 1944)
- Medalha Oriental (23 de julho de 1942)
- Distintivo de Destruição de Tanques
- Cruz Germânica em Ouro (7 de abril de 1944)
- Cruz de Cavaleiro da Cruz de Ferro (9 de janeiro de 1945) como Unteroffizier no 13./Regimento de Granadeiros 1142